# Habralebra nicaraguensis
Habralebra nicaraguensis är en insektsart som först beskrevs av Baker 1903.  Habralebra nicaraguensis ingår i släktet Habralebra och familjen dvärgstritar. Inga underarter finns listade i Catalogue of Life.